# Teby (Egipt)
Teby (egip. Uaset, gr. Θῆβαι Thēbai, u Homera Stubramne) – jedno z najważniejszych miast starożytnego Egiptu, przez pewien czas jego stolica, położone nad oboma brzegami Nilu, w Górnym Egipcie, ok. 600 km na południe od dzisiejszego Kairu. Współcześnie w jego miejscu znajdują się miasta Luksor i Karnak.
Zachowane pozostałości po mieście (m.in. Świątynia Luksorska, kompleks świątynny w Karnaku oraz nekropolia w Tebach Zachodnich) wpisane są na listę światowego dziedzictwa UNESCO.

## Historia
| R19 | X1 · O49 |

Uaset – nazwa Teb zapisana hieroglifami.
Za czasów wczesnego Średniego Państwa (XI dynastia) Teby stały się stolicą Egiptu. Utraciły tę funkcję za panowania XII dynastii, by odzyskać ją w początku Nowego Państwa (XVIII dynastia). Główna świątynia Teb była poświęcona Amonowi, zwana Ipet-sut, dzisiaj Karnak. Towarzyszyły jej okręgi kultowe boga Montu (starego bóstwa Teb, wypartego przez Amona) oraz bogini Mut (partnerki Amona). Przez około 1500 lat niemal każdy król Egiptu pozostawiał w Karnaku ślad. Król Amenhotep III (XVIII dynastia) wzniósł na południe od Karnaku tzw. „harem południowy” Amona, rozbudowywany przez Tutanchamona i Ramzesa II. Współczesne miasto Luksor rozwinęło się wokół tej świątyni, w której w czasach rzymskich istniał obóz wojskowy (łac. castra), któremu (przez dodanie arabskiego rodzajnika al- do castra) Luksor zawdzięcza nazwę (al-Uksur).
Leżące na lewym brzegu Nilu Teby Zachodnie są nekropolią, której początki datuje się na czasy Starego Państwa (At-Tarif), dzielącą się na kilka okręgów. Dolina Królów, gdzie pochowano niemal wszystkich władców Nowego Państwa, z czasów od XVIII do końca XX dynastii. Dolina Królowych – miejsce pochówku królewskich małżonek oraz synów królewskich – następców tronu z czasów XIX i XX dynastii. Dra Abu al Naga, gdzie znajdują się groby władców tebańskich XVII dynastii z czasów II Okresu Przejściowego. Na krawędzi pustyni królowie Nowego Państwa wznosili swoje świątynie grobowe, w których sprawowany był ich pośmiertny kult. Najsłynniejsze i najlepiej zachowane są świątynia Milionów Lat Jedności z Tebami Ramzesa II, zwana Ramesseum, świątynia Ramzesa III w południowej części Teb Zachodnich, w Medinet Habu, oraz wcześniejsza od nich świątynia Milionów Lat królowej Hatszepsut u stóp urwiska płaskowyżu pustyni Libijskiej w Deir el-Bahari. Największa świątynia grobowa należała do Amenhotepa III. Pozostały z niej tylko skromne szczątki oraz dwa olbrzymie posągi, stojące niegdyś u wejścia, tzw. kolosy Memnona.
Obok nekropoli królewskich w Tebach Zachodnich znajduje się także rozległy zespół nekropoli prywatnych – grobowce najwyższych urzędników państwowych, w Szeich Abd el Gurna z czasów Nowego Państwa oraz Assassif z grobowcami dostojników z czasów XXV i XXVI dynastii, a także wioska i grobowce rzemieślników, pracujących przy wykuwaniu i dekorowaniu grobów – Deir el-Medina.
Na południowym skraju Teb Zachodnich, w Malkata, odkryto pałac królewski, wzniesiony przez Amenhotepa III, dla jego wielkiej małżonki – królowej Teje.
Syn Amenhotepa III, Amenhotep IV, był twórcą monoteistycznej religii, wprowadzającej kult jedynego boga Atona. Po kilku latach panowania zmienił swą tytulaturę, przyjął imię Echnatona i opuścił Teby, polecając wybudować nową stolicę. Świątynie tebańskie zostały zamknięte, a wizerunki i imiona tebańskiego boga Amona skuwano ze ścian. Kult „starych bogów” przywrócił jego syn Tutanchamon, który jednak nie wrócił do Teb, lecz przeniósł się z dworem do Memfis. Pochowany wszakże został w Dolinie Królów, a jego grobowiec odkryto w stanie niemal nienaruszonym (włamano się do niego, lecz nie został obrabowany).
Według danych szacunkowych Teby dwukrotnie były pod względem populacji największym miastem świata. Pierwszy raz około roku 1980 p.n.e. wyprzedziły miasto Ur i drugi raz około roku 1400 p.n.e. wyprzedziły Memfis.
Za panowania XIX dynastii stolica została przeniesiona do Dolnego Egiptu, jednak Teby nadal były jednym z ważniejszych miast, choć odgrywały rolę przede wszystkim religijną. Po śmierci ostatniego władcy XX dynastii potężni kapłani Amona proklamowali w Tebach teokratyczne państwo podległe bezpośrednio woli boga Amona. Podwaliny samodzielności politycznej kapłanów położył, prawdopodobnie jeszcze za życia ostatniego władcy XX dynastii, arcykapłan Amona imieniem Herhor.
Teby podupadły w wyniku dwukrotnego najazdu Asyryjczyków, którzy splądrowali miasto, walcząc z nubijskimi władcami XXV dynastii. W czasach greckich były ośrodkiem sprzeciwu wobec panowania nieegipskich władców. Zostały za to ukarane zburzeniem za panowania króla Ptolemeusza IX Sotera II Lathyrosa. W czasach rzymskich miasto przestało istnieć. 
W 1979 kompleks został wpisany na listę światowego dziedzictwa UNESCO.

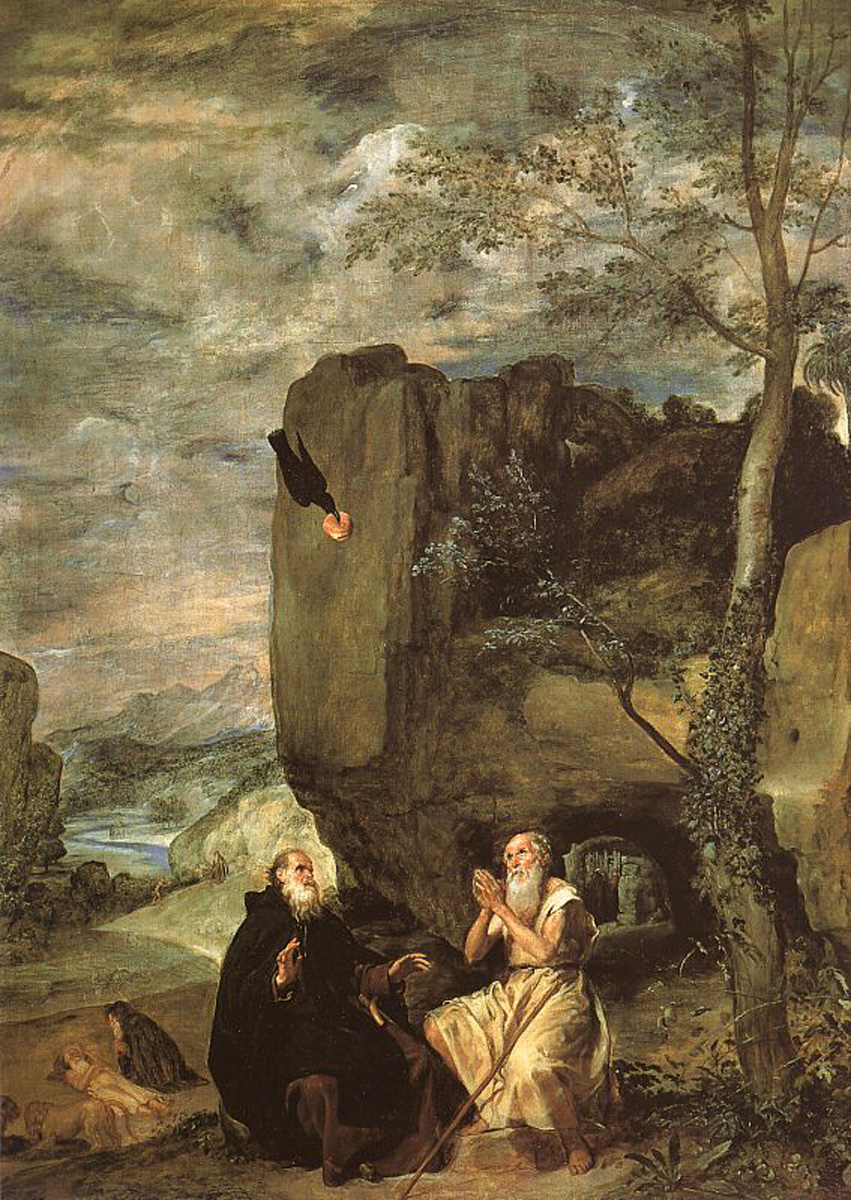
Święci Antoni Wielki i Paweł z Teb, Diego Velázquez, 1635, Muzeum del Prado, Madryt

## Centrum eremityzmu egipskiego
W okresie rozkwitu życia pustelniczego w Egipcie w pierwszych wiekach chrześcijaństwa, okolice Teb, obok Sketis, Nitrii, Oksyrynchos i in. były miejscem licznego osadnictwa pustelników, tworząc tzw. pustynię tebaidzką. 
W Tebach urodził się pustelnik Paweł z Teb (228–341), patron zakonu paulinów. Tam nawrócił się św. Pachomiusz (292–346), twórca pierwszej reguły zakonnej i cenobityzmu. Jednym z bardziej znanych mnichów z pustyni tebaidzkiej był Święty Onufry (pocz. IV w.). Wzorując się na takich ascetach jak Jan Chrzciciel czy Eliasz, żył samotnie na pustkowiu w okryciu z liści, żywiąc się znalezionymi owocami i ziołami. Mnisi nieraz zajmowali opuszczone grobowce.